# یولیا شرمتا
یولیا شرمتا (لهستانی: Julia Szeremeta؛ زادهٔ ۲۴ اوت ۲۰۰۳) بوکسور اهل لهستان است.